# Liste der Monuments historiques in Vitry-lès-Nogent
Die Liste der Monuments historiques in Vitry-lès-Nogent führt die Monuments historiques in der französischen Gemeinde Vitry-lès-Nogent auf.

## Liste der Immobilien
| Bezeichnung        | Beschreibung      | Standort                  | Kennzeichnung | Schutzstatus | Datum | Bild           |
| ------------------ | ----------------- | ------------------------- | ------------- | ------------ | ----- | -------------- |
| Dolmen Pierre-Alot | jungsteinzeitlich | westlich des Ortes (Lage) | PA00079281    | Classé       | 1889  | weitere Bilder |